# Kunpengopterus
Kunpengopterus (il cui nome significa "ala di Kun e Peng") è un genere estinto di pterosauro appartenente alla famiglia Wukongopteridae, vissuto durante il Giurassico medio-superiore, circa 154 milioni di anni fa (Kimmeridgiano). I suoi fossili sono stati rinvenuti nella Formazione Tiaojishan, situata nella Cina nord-orientale. Il genere comprende due specie note: la specie tipo K. sinensis e K. antipollicatus.

## Scoperta e denominazione

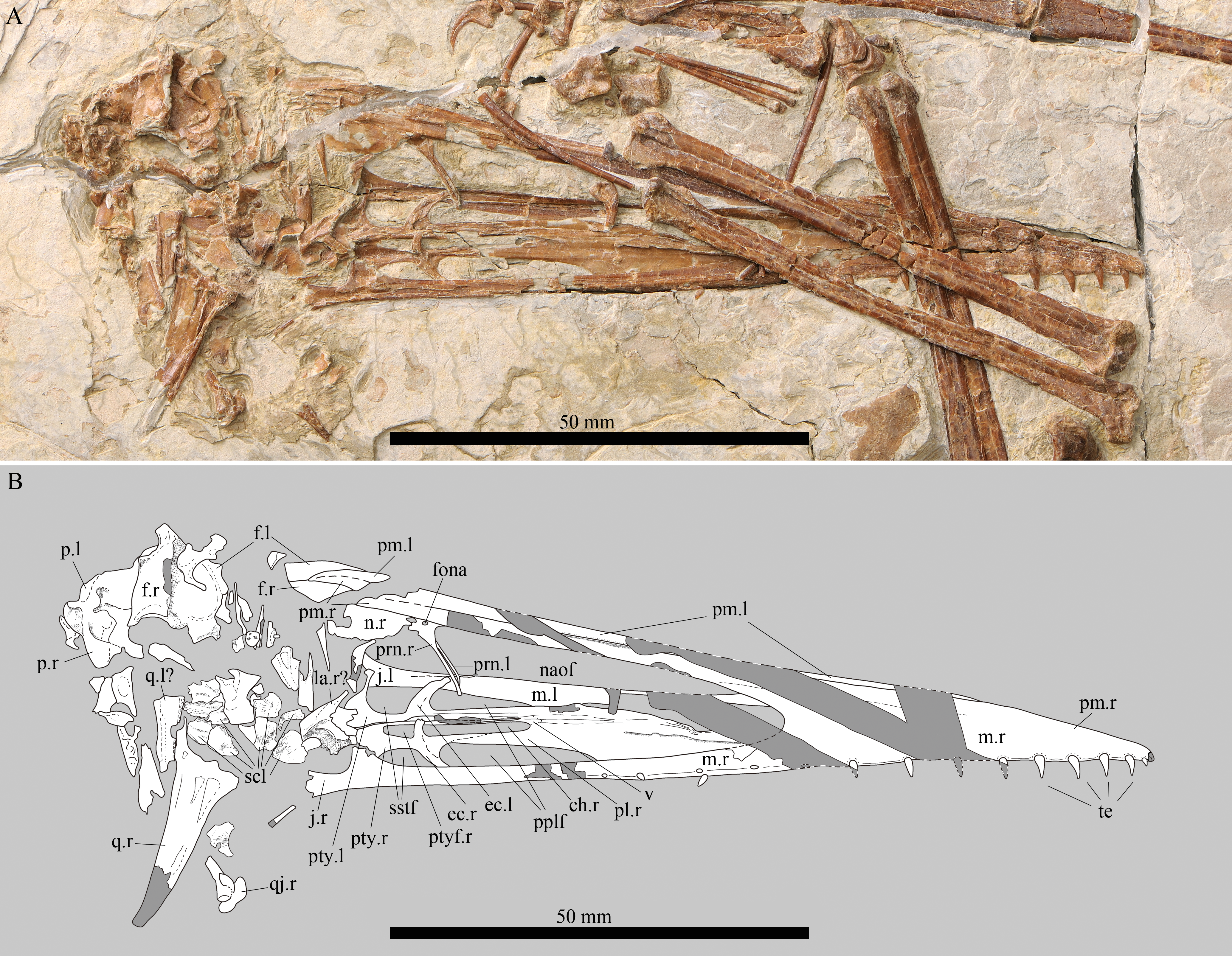
Cranio dell'esemplare di K. sinensis

La specie tipo, Kunpengopterus sinensis, è nota dall'olotipo IVPP V16047, uno scheletro quasi completo con cranio e mandibola intatti, recuperato da rocce della Formazione Tiaojishan a Linglongta, nella Contea di Jianchang, Liaoning occidentale, Cina. L'età di questi strati è controversa, ma l'esemplare fossile rappresenta un individuo adulto. Oltre alle ossa, conserva anche parti di tessuti molli e i possibili resti rigurgitati di un pesce.
Il genere Kunpengopterus è stato nominato e descritto nel 2010 da Wang Xiaolin, Alexander Wilhelm Armin Kellner, Jiang Shunxing, Cheng Xin, Meng Xi e Taissa Rodrigues, con Kunpengopterus sinensis designato come specie tipo. Il nome del genere combina il Kun (un grande pesce o balena del folklore cinese, capace di trasformarsi nel Peng, un gigantesco uccello colorato che rappresenta mitologicamente l'aurora boreale) con il termine greco latinizzato pteron, che significa "ala". Il nome specifico sinensis fa riferimento all'origine cinese dell'esemplare.
Nel 2017, è stato segnalato un secondo esemplare, IVPP V 23674, anch'esso uno scheletro con cranio, che ha fornito ulteriori dettagli su questa specie.
Una seconda specie del genere Kunpengopterus è stata descritta nel 2021 da Xuanyu Zhou e colleghi: Kunpengopterus antipollicatus. Il nome di questa specie deriva dal greco antico anti, che significa "opposto", e pollex, che significa "pollice", in riferimento al primo dito opponibile dell'ala, una caratteristica estremamente rara tra i non-mammiferi.

## Descrizione
Kunpengopterus ha un'apertura alare stimata di circa 70 centimetri ed un cranio allungato, lungo circa 106,9 millimetri. Anche le vertebre cervicali sono relativamente allungate. La narice è confluente con la finestra antorbitale, ma queste grandi aperture sono ancora parzialmente separate da un ampio processo nasale diretto anteriormente che, ha a sua volta, presenta una piccola apertura verticale a forma di lacrima. Sulla sommità del cranio è presente una bassa cresta ossea, appena dietro gli occhi; il tessuto molle conservato mostra che questa struttura ossea era allungata dalla cartilagine e una decolorazione giallastra indica che era forse ingrandita sul retro da un lembo cutaneo. Non c'è segno di una cresta sul muso o di una carena sotto la mandibola. La parte posteriore del cranio è arrotondata. Come molti altri pterosauri primitivi, Kunpengopterus presenta una lunga coda rigida ed un quinto dito del piede lungo e fortemente ricurvo.
La specie K. antipollicatus mostra la presenza di un pollice opponibile, composto dal primo dito dell'arto anteriore, caratteristica estremamente rara tra i non-mammiferi.

## Classificazione
Kunpengopterus è stato assegnato alla famiglia Wukongopteridae, un gruppo di pterosauri che mostra un mix di tratti basali e derivati caratteristici degli pterodattiloidi. Il seguente cladogramma, tratto dagli studi di Zhou et al. (2021), mostra la posizione di entrambe le specie di Kunpengopterus:
|  | Changchengopterus pani |
|  |                        |
|  | Pterodactyloidea       |
|  |                        |

|  | Kunpengopterus sinensis       |
|  |                               |
|  | Kunpengopterus antipollicatus |
|  |                               |

|  | Wukongopterus lii                                                                 |
|  |                                                                                   |
|  | \| \| Cuspicephalus scarfii \| \| \| \| \| \| Darwinopterus modularis \| \| \| \| |
|  |                                                                                   |
|  | Cuspicephalus scarfii                                                             |
|  |                                                                                   |
|  | Darwinopterus modularis                                                           |
|  |                                                                                   |

|  | Cuspicephalus scarfii   |
|  |                         |
|  | Darwinopterus modularis |
|  |                         |

|  | Kunpengopterus sinensis       |
|  |                               |
|  | Kunpengopterus antipollicatus |
|  |                               |

|  | Wukongopterus lii                                                                 |
|  |                                                                                   |
|  | \| \| Cuspicephalus scarfii \| \| \| \| \| \| Darwinopterus modularis \| \| \| \| |
|  |                                                                                   |
|  | Cuspicephalus scarfii                                                             |
|  |                                                                                   |
|  | Darwinopterus modularis                                                           |
|  |                                                                                   |

|  | Cuspicephalus scarfii   |
|  |                         |
|  | Darwinopterus modularis |
|  |                         |

|  | Kunpengopterus sinensis       |
|  |                               |
|  | Kunpengopterus antipollicatus |
|  |                               |

|  | Wukongopterus lii                                                                 |
|  |                                                                                   |
|  | \| \| Cuspicephalus scarfii \| \| \| \| \| \| Darwinopterus modularis \| \| \| \| |
|  |                                                                                   |
|  | Cuspicephalus scarfii                                                             |
|  |                                                                                   |
|  | Darwinopterus modularis                                                           |
|  |                                                                                   |

|  | Cuspicephalus scarfii   |
|  |                         |
|  | Darwinopterus modularis |
|  |                         |

|  | Kunpengopterus sinensis       |
|  |                               |
|  | Kunpengopterus antipollicatus |
|  |                               |

|  | Wukongopterus lii                                                                 |
|  |                                                                                   |
|  | \| \| Cuspicephalus scarfii \| \| \| \| \| \| Darwinopterus modularis \| \| \| \| |
|  |                                                                                   |
|  | Cuspicephalus scarfii                                                             |
|  |                                                                                   |
|  | Darwinopterus modularis                                                           |
|  |                                                                                   |

|  | Cuspicephalus scarfii   |
|  |                         |
|  | Darwinopterus modularis |
|  |                         |

|  | Changchengopterus pani |
|  |                        |
|  | Pterodactyloidea       |
|  |                        |

|  | Kunpengopterus sinensis       |
|  |                               |
|  | Kunpengopterus antipollicatus |
|  |                               |

|  | Wukongopterus lii                                                                 |
|  |                                                                                   |
|  | \| \| Cuspicephalus scarfii \| \| \| \| \| \| Darwinopterus modularis \| \| \| \| |
|  |                                                                                   |
|  | Cuspicephalus scarfii                                                             |
|  |                                                                                   |
|  | Darwinopterus modularis                                                           |
|  |                                                                                   |

|  | Cuspicephalus scarfii   |
|  |                         |
|  | Darwinopterus modularis |
|  |                         |

|  | Kunpengopterus sinensis       |
|  |                               |
|  | Kunpengopterus antipollicatus |
|  |                               |

|  | Wukongopterus lii                                                                 |
|  |                                                                                   |
|  | \| \| Cuspicephalus scarfii \| \| \| \| \| \| Darwinopterus modularis \| \| \| \| |
|  |                                                                                   |
|  | Cuspicephalus scarfii                                                             |
|  |                                                                                   |
|  | Darwinopterus modularis                                                           |
|  |                                                                                   |

|  | Cuspicephalus scarfii   |
|  |                         |
|  | Darwinopterus modularis |
|  |                         |

|  | Kunpengopterus sinensis       |
|  |                               |
|  | Kunpengopterus antipollicatus |
|  |                               |

|  | Wukongopterus lii                                                                 |
|  |                                                                                   |
|  | \| \| Cuspicephalus scarfii \| \| \| \| \| \| Darwinopterus modularis \| \| \| \| |
|  |                                                                                   |
|  | Cuspicephalus scarfii                                                             |
|  |                                                                                   |
|  | Darwinopterus modularis                                                           |
|  |                                                                                   |

|  | Cuspicephalus scarfii   |
|  |                         |
|  | Darwinopterus modularis |
|  |                         |

|  | Kunpengopterus sinensis       |
|  |                               |
|  | Kunpengopterus antipollicatus |
|  |                               |

|  | Wukongopterus lii                                                                 |
|  |                                                                                   |
|  | \| \| Cuspicephalus scarfii \| \| \| \| \| \| Darwinopterus modularis \| \| \| \| |
|  |                                                                                   |
|  | Cuspicephalus scarfii                                                             |
|  |                                                                                   |
|  | Darwinopterus modularis                                                           |
|  |                                                                                   |

|  | Cuspicephalus scarfii   |
|  |                         |
|  | Darwinopterus modularis |
|  |                         |

## Paleobiologia

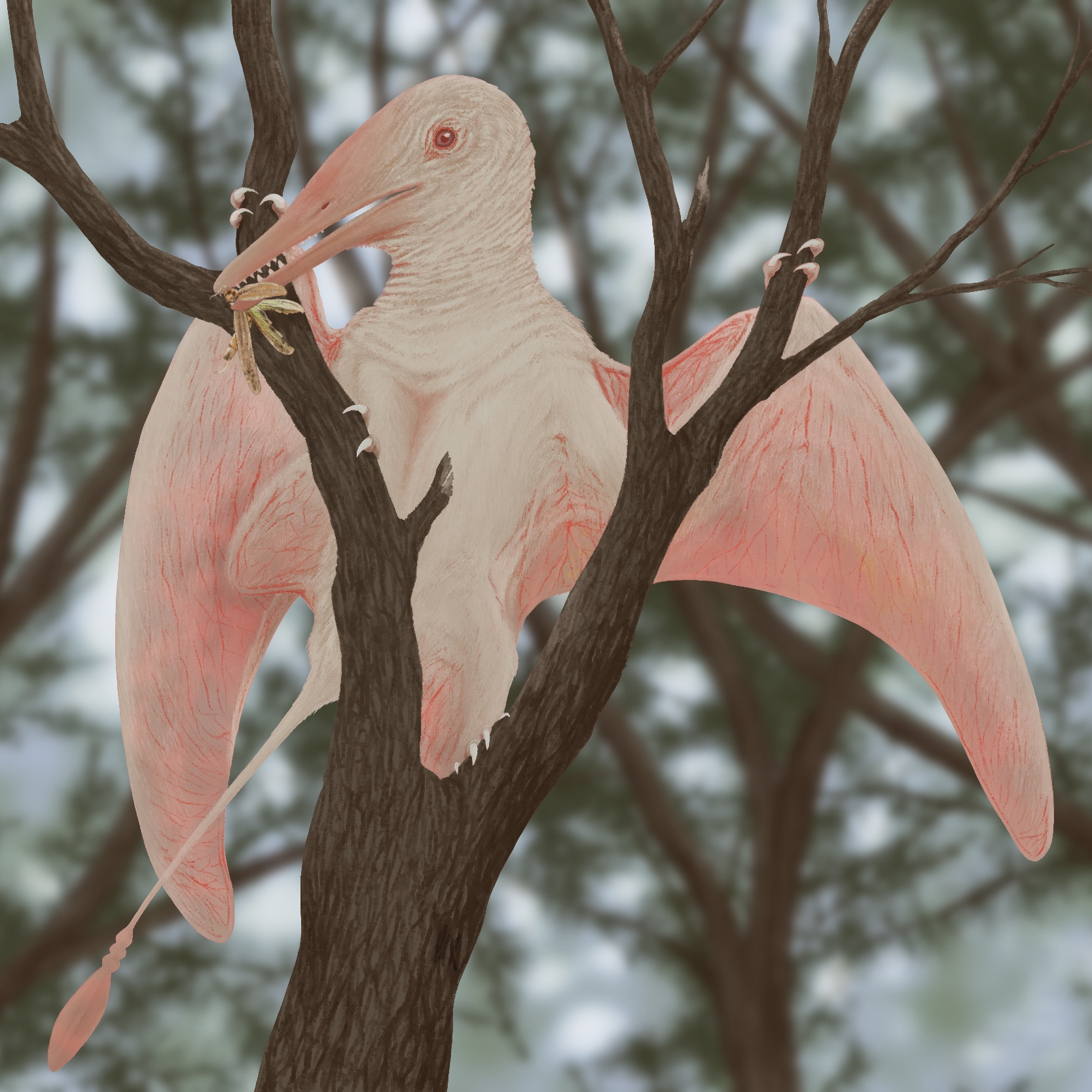
Ricostruzione artistica di un individuo albino di K. antipollicatus, mentre si nutre di un Allaboilus gigantus

### Variazione sessuale
Il primo esemplare di Kunpengopterus identificato con certezza come femmina fu ZMNH M8802, conservato presso il Museo di Storia Naturale di Zhejiang e soprannominato "Mrs T" (abbreviazione di "Mrs Pterodactyl"). Questo esemplare fu originariamente descritto nel gennaio 2011 da Lü Junchang e colleghi come appartenente al genere Darwinopterus. Tuttavia, nel 2015, Wang et al. riassegnarono "Mrs T" a Kunpengopterus, e nel 2021 fu ulteriormente attribuito alla seconda specie del genere, Kunpengopterus antipollicatus. Questo esemplare è notevole per la conservazione dell'impressione di un uovo tra le cosce, vicino al bacino. L'uovo, probabilmente espulso durante la decomposizione, è stato utilizzato per supportare l'ipotesi di dimorfismo sessuale nel genere Kunpengopterus. L'esemplare presenta un bacino largo e non mostra tracce di una cresta, caratteristiche interpretate come indicative di una femmina.
Tuttavia, questa ipotesi è stata oggetto di critiche. Il ricercatore di pterosauri Kevin Padian ha contestato alcune delle conclusioni di Lü et al., suggerendo in un'intervista del 2011 che, in altri animali con creste elaborate, come i dinosauri ceratopsidi, le dimensioni e la forma delle creste cambiano drasticamente con l'età. Padian ipotizzò che l'esemplare "Mrs T" potesse essere semplicemente un subadulto che non aveva ancora sviluppato una cresta completa, sottolineando che molti animali sono in grado di riprodursi prima di raggiungere la piena maturità. Inoltre, uno studio pubblicato nel 2017, basato su un'analisi rigorosa delle variazioni individuali nei wukongopteridi, concluse che le creste di questi animali erano soggette a un'ampia variabilità individuale. Lo studio non trovò evidenze di un dimorfismo sessuale coerente nell'anatomia pelvica tra gli esemplari crestati e non crestati di wukongopteridi.

### Riproduzione
L'esemplare conservato insieme a un uovo, soprannominato "Mrs T", descritto da Lü e colleghi nel 2011, fornisce importanti informazioni sulle strategie riproduttive di Kunpengopterus e degli pterosauri in generale. Come le uova di altri pterosauri successivi e di alcuni rettili moderni, le uova di Kunpengopterus avevano un guscio morbido, simile a una pergamena, analogo a quello deposto da alcune lucertole e serpenti. Negli uccelli moderni, il guscio delle uova è indurito con calcio, proteggendo l'embrione dall'ambiente esterno. Al contrario, le uova con guscio morbido sono permeabili, consentendo l'assorbimento di acqua durante lo sviluppo. Tuttavia, questa permeabilità le rende più vulnerabili agli elementi, motivo per cui generalmente vengono sepolte nel terreno. Le uova di Kunpengopterus pesavano circa 6 grammi al momento della deposizione ma, grazie alla loro capacità di assorbire umidità, raddoppiavano il peso al momento della schiusa. Queste uova erano piccole rispetto alle dimensioni della madre: l'esemplare "Mrs T" pesava tra i 110 e i 220 grammi. Questo rapporto è più simile a quello osservato nei rettili moderni che negli uccelli. David Unwin, coautore dello studio, ha suggerito che Kunpengopterus probabilmente deponeva numerose uova di piccole dimensioni e le seppelliva. I giovani erano probabilmente già in grado di volare poco dopo la schiusa, richiedendo poche o nessuna cura parentale. Questi risultati suggeriscono che la riproduzione negli pterosauri fosse più simile a quella dei rettili moderni piuttosto che agli uccelli. Nel 2015, è stata segnalata la contropiastra dell'esemplare (IVPP V18403), che mostrava un ulteriore uovo presente nel corpo. Questo indicava che Kunpengopterus aveva due ovaie attive, ognuna delle quali produceva un singolo uovo alla volta.